# 阿道夫·施马尔
阿道夫·施马尔（德語：Adolf Schmal，1872年9月18日—1919年8月28日），奥地利男子自行车、击剑运动员。他曾代表奥地利参加1896年夏季奥林匹克运动会，获得一枚金牌和二枚铜牌。